# Volby do Poslanecké sněmovny Parlamentu České republiky 2017
Volby do Poslanecké sněmovny Parlamentu České republiky v roce 2017 se uskutečnily 20. a 21. října. Ve volbách bylo nejúspěšnější ANO 2011, které získalo 29,64 % hlasů a 78 mandátů. Na druhém místě skončila ODS, jež získala 11,32 % a 25 poslanců. Následovaná byla na třetím místě Českou pirátskou stranou s 10,79 % a na čtvrtém místě SPD s 10,64 %. Obě tyto strany získaly shodně 22 mandátů. V poslanecké sněmovně ještě zasedli zástupci KSČM, ČSSD, KDU-ČSL, TOP 09 a Starostů a nezávislých. Volební účast činila 60,84 % z celkového počtu 8 374 501 registrovaných voličů.
Občané České republiky, kteří dosáhli 18 let a nebyli omezeni ve svéprávnosti k výkonu volebního práva, zvolili 200 poslanců do Poslanecké sněmovny, dolní komory Parlamentu České republiky, pomocí systému poměrného zastoupení. Obyvatelé ČR mohli volit i mimo místo svého trvalého bydliště, museli si ale včas vyřídit voličský průkaz.
Od roku 1996 šlo o sedmé volby do Poslanecké sněmovny. Kandidovalo 31 stran a hnutí, tedy o 7 více než při minulých předčasných volbách v roce 2013. Celkem bylo navrženo 7 524 kandidátů a 2 154 (28,6 %) z nich byly ženy. Do sněmovny se nakonec dostalo 9 uskupení. Počet kandidátů, kandidujících uskupení i počet těch, které se dostaly do Poslanecké sněmovny, byl v historii České republiky nejvyšší. 20 stran a hnutí obdrželo méně než 1 % hlasů. 10 stran a hnutí kandidovalo jen v některých krajích. Nejvíce jich kandidovalo v Praze (29) a nejméně v Karlovarském kraji (21). Dosavadní parlamentní strana Úsvit – Národní Koalice nekandidovala vůbec. Vítězné hnutí ANO získalo nejvíce hlasů ve všech okresech České republiky.

## Výsledky

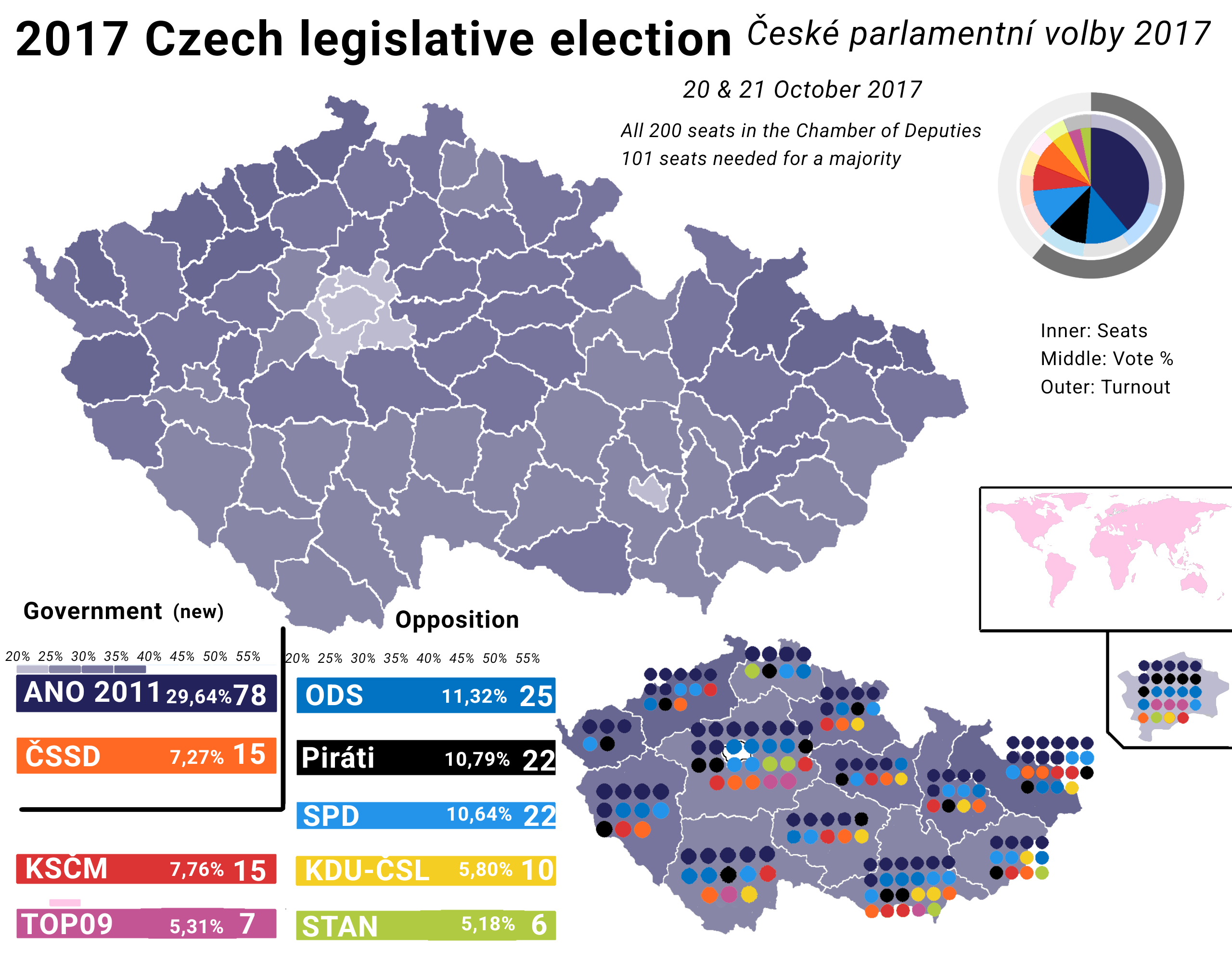
Podrobné výsledky voleb

Mapa volební účasti

Srovnání volební účasti v okresech s celostátním průměrem

Mapa vítězných stran v okresech Česka
ve všech 77 okresech zvítězilo hnutí ANO

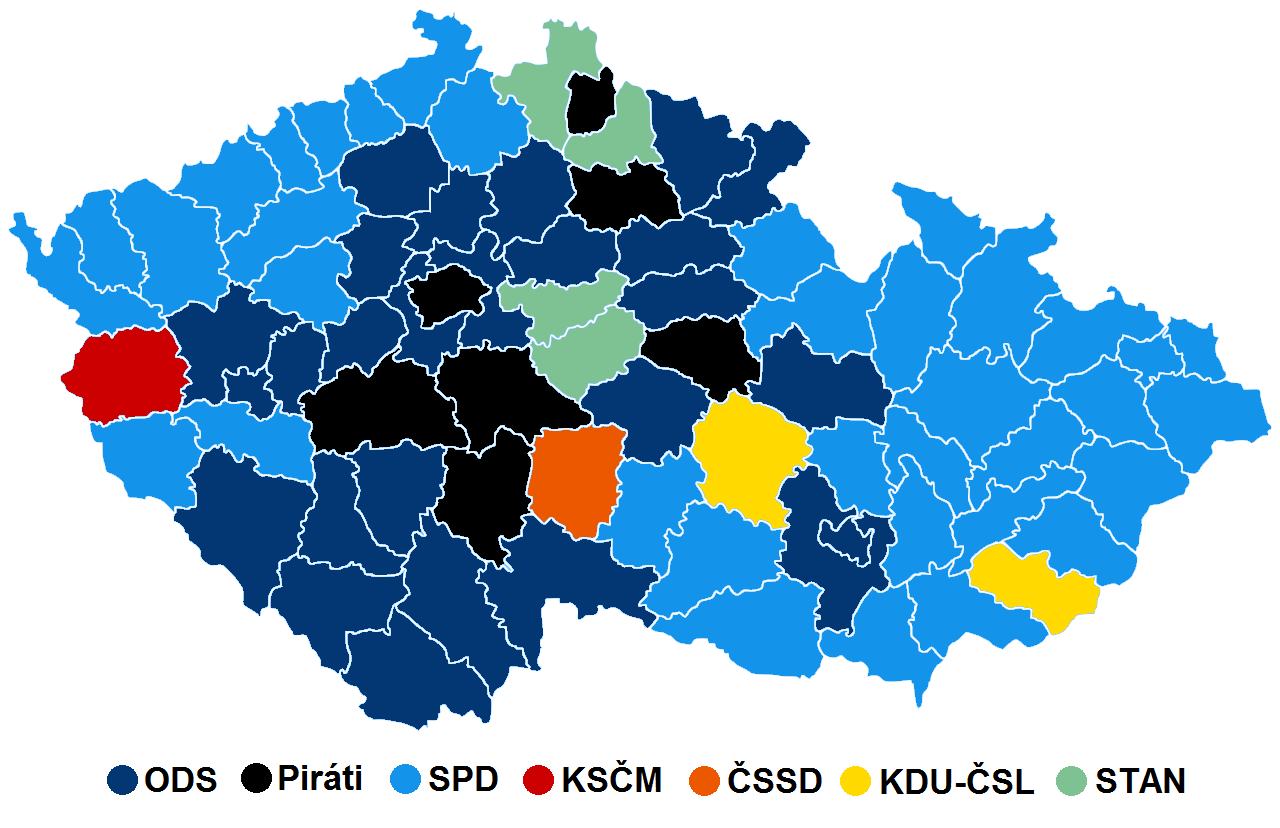
Druhá místa v jednotlivých okresech.

Rozdělení mandátů dle krajů

|                        | ANO          | ODS         | Piráti      | SPD                           | KSČM          | ČSSD             | KDU-ČSL          | TOP 09                        | STAN                           |
| ---------------------- | ------------ | ----------- | ----------- | ----------------------------- | ------------- | ---------------- | ---------------- | ----------------------------- | ------------------------------ |
| Volební lídr           | Andrej Babiš | Petr Fiala  | Ivan Bartoš | Tomio Okamura                 | Vojtěch Filip | Lubomír Zaorálek | Pavel Bělobrádek | Miroslav Kalousek             | Jan Farský                     |
| Počet hlasů            | 1 500 113    | 572 962     | 546 393     | 538 574                       | 393 100       | 368 347          | 293 643          | 268 811                       | 262 157                        |
| Podíl                  | 29,64 % ▲    | 11,32 % ▲   | 10,79 % ▲   | 10,64 % ▲                     | 7,76 % ▼      | 7,27 % ▼         | 5,80 % ▼         | 5,31 % ▼                      | 5,18 % ▼                       |
| Počet mandátů          | 78           | 25          | 22          | 22                            | 15            | 15               | 10               | 7                             | 6                              |
| Předchozí volby (2013) | 18,65 % (47) | 7,72 % (16) | 2,66 % (0)  | nová strana 6,88 % (14) Úsvit | 14,91 % (33)  | 20,45 % (50)     | 6,78 % (14)      | 11,99 % (26) společně se STAN | 11,99 % (26) společně s TOP 09 |

### Celkové výsledky
|         |                                                                               |           |       |         |         |
| Subjekt | Subjekt                                                                       | Hlasy     | Hlasy | Mandáty | Mandáty |
| Subjekt | Subjekt                                                                       | Počet     | %     | Počet   | ±       |
|         | ANO 2011                                                                      | 1 500 113 | 29,64 | 78      | +31     |
|         | Občanská demokratická strana                                                  | 572 948   | 11,32 | 25      | +9      |
|         | Česká pirátská strana                                                         | 546 393   | 10,79 | 22      | +22     |
|         | Svoboda a přímá demokracie                                                    | 538 574   | 10,64 | 22      | +8      |
|         | Komunistická strana Čech a Moravy                                             | 393 100   | 7,76  | 15      | -18     |
|         | Česká strana sociálně demokratická                                            | 368 347   | 7,27  | 15      | -35     |
|         | Křesťanská a demokratická unie - Československá strana lidová                 | 293 643   | 5,80  | 10      | -4      |
|         | TOP 09                                                                        | 268 811   | 5,31  | 7       | -15     |
|         | Starostové a nezávislí                                                        | 262 157   | 5,18  | 6       | +2      |
|         | Strana svobodných občanů                                                      | 79 229    | 1,56  | 0       | -       |
|         | Strana zelených                                                               | 74 335    | 1,46  | 0       | -       |
|         | Strana zdravého rozumu                                                        | 36 528    | 0,72  | 0       | -       |
|         | Realisté                                                                      | 35 995    | 0,71  | 0       | -       |
|         | Strana Práv Občanů                                                            | 18 556    | 0,36  | 0       | -       |
|         | Sportovci                                                                     | 10 593    | 0,20  | 0       | -       |
|         | Dělnická strana sociální spravedlnosti                                        | 10 402    | 0,20  | 0       | -       |
|         | Sdružení pro republiku – Republikánská strana Československa Miroslava Sládka | 9 857     | 0,19  | 0       | -       |
|         | Řád národa – Vlastenecká unie                                                 | 8 735     | 0,17  | 0       | -       |
|         | Občanská demokratická aliance                                                 | 8 030     | 0,15  | 0       | -       |
|         | Blok proti islamizaci – Obrana domova                                         | 5 077     | 0,10  | 0       | -       |
|         | Referendum o Evropské unii                                                    | 4 276     | 0,08  | 0       | -       |
|         | Radostné Česko                                                                | 3 852     | 0,07  | 0       | -       |
|         | Cesta odpovědné společnosti                                                   | 3 758     | 0,07  | 0       | -       |
|         | Dobrá volba 2016                                                              | 3 722     | 0,07  | 0       | -       |
|         | Česká strana národně sociální                                                 | 1 573     | 0,03  | 0       | -       |
|         | Pravý blok                                                                    | 491       | 0,00  | 0       | -       |
|         | Společnost proti developerské výstavbě v Prokopském údolí                     | 438       | 0,00  | 0       | -       |
|         | Unie Hrdosti, Aktivity, Vlastenectví, Empatie a Lidskosti 2017                | 436       | 0,00  | 0       | -       |
|         | Občané 2011                                                                   | 359       | 0,00  | 0       | -       |
|         | Národ Sobě                                                                    | 300       | 0,00  | 0       | -       |
|         | Česká národní fronta                                                          | 117       | 0,00  | 0       | -       |
| Celkem  | Celkem                                                                        | 5 060 745 | 100   | 200     | –       |

| Politický subjekt                                             | Počet poslanců | +/− |
| ------------------------------------------------------------- | -------------- | --- |
| ANO 2011                                                      | 63             | +36 |
| Občanská demokratická strana                                  | 23             | +8  |
| Svoboda a přímá demokracie – Tomio Okamura                    | 22             | +22 |
| Česká pirátská strana                                         | 21             | +21 |
| bezpartijní                                                   | 20             | -16 |
| Komunistická strana Čech a Moravy                             | 15             | -15 |
| Česká strana sociálně demokratická                            | 14             | -32 |
| Křesťanská a demokratická unie – Československá strana lidová | 10             | -2  |
| TOP 09                                                        | 6              | -14 |
| Starostové a nezávislí                                        | 6              | +3  |

| Kraj                 | ANO   | ODS   | Piráti | SPD   | KSČM | ČSSD | KDU-ČSL | TOP 09 | STAN  |
| -------------------- | ----- | ----- | ------ | ----- | ---- | ---- | ------- | ------ | ----- |
| Hlavní město Praha   | 20,35 | 16,22 | 17,59  | 5,81  | 4,60 | 5,57 | 4,76    | 12,64  | 5,05  |
| Středočeský kraj     | 28,66 | 12,93 | 12,08  | 9,00  | 7,21 | 6,63 | 3,01    | 6,33   | 8,07  |
| Jihočeský kraj       | 28,86 | 12,12 | 10,51  | 9,85  | 9,32 | 7,30 | 5,38    | 5,30   | 4,57  |
| Plzeňský kraj        | 30,98 | 12,09 | 10,01  | 10,56 | 8,65 | 7,97 | 3,49    | 4,82   | 4,85  |
| Karlovarský kraj     | 35,42 | 8,83  | 10,04  | 12,47 | 8,15 | 6,98 | 2,36    | 3,68   | 5,28  |
| Ústecký kraj         | 37,55 | 9,47  | 8,24   | 12,59 | 9,89 | 6,61 | 1,80    | 3,63   | 3,62  |
| Liberecký kraj       | 29,83 | 10,28 | 11,42  | 10,95 | 6,69 | 5,65 | 2,05    | 4,22   | 12,82 |
| Královéhradecký kraj | 31,77 | 11,56 | 10,73  | 10,05 | 7,10 | 6,50 | 5,84    | 5,13   | 5,08  |
| Pardubický kraj      | 30,81 | 10,96 | 10,51  | 10,14 | 7,74 | 7,47 | 6,81    | 4,20   | 4,97  |
| Kraj Vysočina        | 28,63 | 9,89  | 9,92   | 9,60  | 9,44 | 9,37 | 9,24    | 3,86   | 4,28  |
| Jihomoravský kraj    | 27,40 | 11,88 | 9,11   | 11,65 | 8,04 | 8,44 | 8,97    | 4,51   | 3,63  |
| Olomoucký kraj       | 31,39 | 8,92  | 8,49   | 13,54 | 8,78 | 7,44 | 8,26    | 3,24   | 4,44  |
| Zlínský kraj         | 28,76 | 9,75  | 8,43   | 12,90 | 7,01 | 6,94 | 11,41   | 2,86   | 5,82  |
| Moravskoslezský kraj | 35,42 | 7,47  | 8,64   | 13,87 | 8,69 | 8,83 | 6,45    | 2,58   | 2,64  |
| Česká republika      | 29,64 | 11,32 | 10,79  | 10,64 | 7,76 | 7,27 | 5,80    | 5,31   | 5,18  |

| Kraj                 | Počet mandátů | ANO | ODS | Piráti | SPD | KSČM | ČSSD | KDU-ČSL | TOP 09 | STAN |
| -------------------- | ------------- | --- | --- | ------ | --- | ---- | ---- | ------- | ------ | ---- |
| Hlavní město Praha   | 24            | 6   | 5   | 5      | 1   | 1    | 1    | 1       | 3      | 1    |
| Středočeský kraj     | 26            | 9   | 4   | 3      | 2   | 2    | 2    | 0       | 2      | 2    |
| Jihočeský kraj       | 13            | 5   | 2   | 1      | 1   | 1    | 1    | 1       | 1      | 0    |
| Plzeňský kraj        | 11            | 5   | 2   | 1      | 1   | 1    | 1    | 0       | 0      | 0    |
| Karlovarský kraj     | 5             | 3   | 0   | 1      | 1   | 0    | 0    | 0       | 0      | 0    |
| Ústecký kraj         | 13            | 7   | 1   | 1      | 2   | 1    | 1    | 0       | 0      | 0    |
| Liberecký kraj       | 8             | 4   | 1   | 1      | 1   | 0    | 0    | 0       | 0      | 1    |
| Královéhradecký kraj | 11            | 5   | 1   | 1      | 1   | 1    | 1    | 1       | 0      | 0    |
| Pardubický kraj      | 10            | 4   | 1   | 1      | 1   | 1    | 1    | 1       | 0      | 0    |
| Kraj Vysočina        | 10            | 4   | 1   | 1      | 1   | 1    | 1    | 1       | 0      | 0    |
| Jihomoravský kraj    | 23            | 7   | 3   | 2      | 3   | 2    | 2    | 2       | 1      | 1    |
| Olomoucký kraj       | 12            | 5   | 1   | 1      | 2   | 1    | 1    | 1       | 0      | 0    |
| Zlínský kraj         | 12            | 4   | 1   | 1      | 2   | 1    | 1    | 1       | 0      | 1    |
| Moravskoslezský kraj | 22            | 10  | 2   | 2      | 3   | 2    | 2    | 1       | 0      | 0    |
| Česká republika      | 200           | 78  | 25  | 22     | 22  | 15   | 15   | 10      | 7      | 6    |

#### Mapy výsledků

Mapy výsledků devíti subjektů, které se dostaly do nové sněmovny
ANO
ODS
Piráti
SPD
KSČM
ČSSD
KDU-ČSL
TOP 09
STAN

V nové sněmovně zasedli zástupci celkem 9 politických uskupení: ANO získalo 78 mandátů, ODS 25 mandátů, Piráti 22 mandátů, SPD rovněž 22 mandátů, KSČM 15 mandátů, ČSSD 15 mandátů, KDU-ČSL 10 mandátů, TOP 09 7 mandátů a STAN 6 mandátů. Volební účast činila 60,84 % z celkového počtu 8 374 501 registrovaných voličů. Bylo odevzdáno 5 091 065 hlasů, z toho 5 060 759 (po přepočtu na základě soudního rozhodnutí: 5 060 745) platných (99,40 %).
Vítězné hnutí ANO získalo nejvíce hlasů v Ústeckém kraji (37,55 %), nejméně v Praze (20,35 %). Na druhém místě se umístilo SPD v 5 krajích (Moravskoslezský, Olomoucký, Zlínský, Ústecký a Karlovarský). ODS získala druhá místa v 6 krajích (Středočeském, Jihočeském, Plzeňském, Jihomoravském, Královéhradeckém a Pardubickém), Piráti v Praze a kraji Vysočina. STAN se na druhé místo dostali v Libereckém kraji. Podle průzkumu zpravodajského portálu Hlídací pes, jehož výsledky byly uveřejněny i v zahraničním tisku, přešla hnutí ANO 2011 mj. jedna třetina dřívějších voličů ČSSD a jedna čtvrtina voličů KSČM.
Ve všech 76 okresech získalo nejvíce hlasů hnutí ANO. Na druhém místě se v 35 okresech umístila SPD. Bylo to převážně na Moravě, v Ústeckém a Karlovarském kraji. Ve 26 okresech byla druhá ODS, a to převážně v Čechách a také v Brně. Piráti obsadili druhé místo v 7 okresech v Čechách, STAN ve 4 okresech (Kolín, Kutná Hora, Liberec a Semily), KDU-ČSL ve 2 (Uherské Hradiště a Žďár nad Sázavou), KSČM v okrese Tachov (12,47 %) a ČSSD v okrese Pelhřimov (11,85 %).
V zahraničí na zastupitelských úřadech v 88 zemích odvolilo 10 494 českých občanů při 70,23 % volební účasti. Ti dali 26,09 % hlasů TOP 09, 19,49 % Pirátům, 12,53 % ODS, 7,62 % ANO, 7,39 % KDU-ČSL, 7,18 % STAN, 6,62 % Straně zelených, 4,6 % ČSSD, 4,11 % SPD, 1,8 % Svobodným a 0,92 % KSČM. Zahraniční hlasy byly připočítány kandidátům Středočeského kraje. 1 058 voličů odvolilo v Londýně, což bylo nejvíce ze všech zastupitelských úřadů.

### Stížnosti na výsledky voleb
Obdobně jako při některých předchozích českých volbách v minulých letech byly i v těchto sněmovních volbách zaznamenány případy nesprávného započítávání preferenčních hlasů na volebních lístcích. Několik občanů se proti těmto nedostatkům ohradilo podáním volební stížnosti k Nejvyššímu správnímu soudu.
V Plzeňském kraji byl přezkoumáním volební dokumentace ze čtyř okrsků zjištěn zcela nesprávný postup volebních komisí, který měl za následek rozdíl ve stovkách nesprávně započítaných preferenčních hlasů, a tamtéž byly konstatovány i chyby v počtech hlasů pro jednotlivé strany.
Veřejné jednání mimořádně na neděli 19. listopadu nařídil soud ve věci návrhu voliče Tomáše Nováka, který volil ve Středočeském kraji a jehož podezření na nezapočítání preferenčních hlasů v šesti okrscích soud potvrdil a na základě jeho návrhu přistoupil k vyžádání a kontrole volebních lístků z celkem 915 volebních okrsků, což odpovídá přibližně polovině celého kraje. Jednalo se o dosud největší přezkoumávání volebních výsledků v historii a podílelo se na něm více než 100 zaměstnanců Nejvyššího správního soudu. Na návrh stěžovatele byly přepočítávány preferenční hlasy pro kandidáty Občanské demokratické strany, protože stěžovatel formuloval a soud ve svém usnesení z 9. listopadu nevyloučil platnost domněnky, že nesprávným započítáním preferenčních hlasů mohli být ve Středočeském kraji za poslance zvoleni nesprávní kandidáti této strany – zejména nebyl se 4,87 % započítaných preferenčních hlasů podle vyhlášených výsledků rozdílem pouhých 104 chybějících hlasů posunut do čela kandidátky a tím zvolen poslancem starosta Líbeznic a krajský zastupitel Martin Kupka (kandidoval na 31. místě a byl proto uvedený až na rubové straně volebního lístku). Po přezkoumání výsledků nakonec soud závažná pochybení potvrdil a na základě revidovaných výsledků prohlásil Martina Kupku poslancem namísto původně zvoleného Petra Bendla.

## Situace před volbami
Od minulých voleb v roce 2013 zažilo Česko ekonomický růst a vykazovalo nejnižší nezaměstnanost v Evropské unii.

### Harmonogram
Termín voleb vyhlásil prezident Miloš Zeman dne 19. dubna 2017. Strany a hnutí mohly předkládat své kandidátní listiny příslušnému krajskému úřadu do 15. srpna 2017, losování čísel hlasovacích lístků proběhlo 5. září 2017. Volební lístky voliči obdrželi do úterý 17. října.

### Kampaně
Oficiálně volební kampaň začala od 2. května 2017. Poprvé v historii České republiky byly výdaje na kampaň omezeny, a to maximálně 90 milionů korun za každý subjekt.

### Debaty v České televizi
Česká televize oznámila 3. srpna 2017 konání 14 tematických debat na nejrůznější témata. Klíčem k pozvání představitelů hnutí a stran do debaty byl průzkum veřejného mínění společnosti Median a Kantar TNS konaný od 23. srpna do 8. září 2017, na jehož základě bylo vybráno deset hnutí a stran s největším volebním potenciálem. Debaty proběhly od 15. září do 16. října. Zástupcům stran a hnutí, které se nedostaly do těchto debat, byl poskytnut prostor v pořadu Politické spektrum. Navíc byli zástupci všech kandidujících subjektů postupně zváni do pořadu Události, komentáře.

### Předvolební průzkumy a modely
Předvolební průzkumy, stranické a volební preference jsou průběžně zveřejňovány několika agenturami. Volební průzkumy se nesmí zveřejňovat poslední tři dny kampaně před zahájením hlasování.

## Kandidující subjekty
Do Poslanecké sněmovny kandidovaly tyto subjekty, podle abecedy:
| Název                                                                         | Logo | Volební číslo | Lídr                   | Foto | Počet kandidátů | Kraje | Poznámka |
| ----------------------------------------------------------------------------- | ---- | ------------- | ---------------------- | ---- | --------------- | ----- | --- |
| ANO 2011                                                                      |      | 21            | Andrej Babiš           |      | 343             | 14    | |
| Blok proti islamizaci – Obrana domova                                         |      | 13            | Jana Borkovcová        |      | 273             | 14    | předsedou strany byl v době konání voleb David Štěpán podpora: Úsvit – Národní Koalice; Česká Suverenita                                                                     |
| Cesta odpovědné společnosti                                                   |      | 3             | Jaroslav Kuchař        |      | 80              | 13    | |
| Česká národní fronta                                                          |      | 18            | Ondřej Vrba            |      | 11              | 1     | |
| Česká pirátská strana                                                         |      | 15            | Ivan Bartoš            |      | 338             | 14    | podpora: Evropani.cz; Hnutí O co jim jde?!; Hnutí Fair Play |
| Česká strana národně sociální                                                 |      | 25            | Michal Klusáček        |      | 95              | 10    | podpora: Česká strana národně socialistická |
| Česká strana sociálně demokratická                                            |      | 4             | Lubomír Zaorálek       |      | 343             | 14    | úřadujícím předsedou strany byl v době konání voleb Milan Chovanec |
| Dělnická strana sociální spravedlnosti                                        |      | 28            | Tomáš Vandas           |      | 343             | 14    | podpora: Strana státu přímé demokracie – Strana práce; Konzervativní a sociální hnutí                                                                                        |
| Dobrá volba 2016                                                              |      | 22            | Pavol Lukša            |      | 272             | 11    | |
| Komunistická strana Čech a Moravy                                             |      | 8             | Vojtěch Filip          |      | 343             | 14    | podpora: Strana demokratického socialismu |
| Křesťanská a demokratická unie – Československá strana lidová                 |      | 24            | Pavel Bělobrádek       |      | 341             | 14    | podpora: Spojení demokraté – Sdružení nezávislých; Nestraníci; COEXISTENTIA                                                                                                  |
| Národ Sobě                                                                    |      | 31            | Jiří Šoltys            |      | 6               | 1     | |
| Občané 2011                                                                   |      | 16            | Ludvík Adámek          |      | 18              | 2     | |
| Občanská demokratická aliance                                                 |      | 14            | Pavel Sehnal           |      | 343             | 14    | podpora: PRO Zdraví a Sport |
| Občanská demokratická strana                                                  |      | 1             | Petr Fiala             |      | 343             | 14    | podpora: Strana soukromníků České republiky |
| Radostné Česko                                                                |      | 6             | Boleslav Buzek         |      | 41              | 11    | |
| Realisté                                                                      |      | 26            | Petr Robejšek          |      | 340             | 14    | podpora: Patrioti České republiky |
| Referendum o Evropské unii                                                    |      | 19            | František Matějka      |      | 343             | 14    | |
| Řád národa – Vlastenecká unie                                                 |      | 2             | Josef Zickler          |      | 343             | 14    | |
| Sdružení pro republiku – Republikánská strana Československa Miroslava Sládka |      | 23            | Miroslav Sládek        |      | 175             | 14    | |
| Společnost proti developerské výstavbě v Prokopském údolí                     |      | 11            | Tomáš Krčma            |      | 1               | 1     | Parlamentní kandidaturou chtějí pouze upozornit na problematiku developerského působení v Prokopském údolí, oslovit co nejvíce lidí a pokusit se mu zamezit.                 |
| Sportovci                                                                     |      | 27            | Vlastimil Sehnal       |      | 339             | 14    | |
| Starostové a nezávislí                                                        |      | 7             | Jan Farský             |      | 337             | 14    | předsedou hnutí byl v době konání voleb Petr Gazdík podpora: SNK Evropští demokraté; Starostové pro Liberecký kraj; Nezávislí                                                |
| Strana Práv Občanů                                                            |      | 30            | František Ringo Čech   |      | 343             | 14    | předsedou strany byl v době konání voleb Jan Veleba podpora: Hnutí osobností kraje; Severočeši.cz; Bezpečnost, odpovědnost, solidarita                                       |
| Strana svobodných občanů                                                      |      | 12            | Petr Mach              |      | 339             | 14    | |
| Strana zdravého rozumu                                                        |      | 10            | Petr Hannig            |      | 341             | 14    | podpora: České hnutí za národní jednotu; Demokratická strana zelených; Národní demokracie; Sdružení pro republiku – Republikánská strana Čech, Moravy a Slezska; Slušní lidé |
| Strana zelených                                                               |      | 9             | Matěj Stropnický       |      | 343             | 14    | podpora: Politické hnutí Změna |
| Svoboda a přímá demokracie                                                    |      | 29            | Tomio Okamura          |      | 343             | 14    | podpora: Moravané |
| TOP 09                                                                        |      | 20            | Miroslav Kalousek      |      | 343             | 14    | podpora: Klub angažovaných nestraníků; Konzervativní strana; Koruna Česká (monarchistická strana Čech, Moravy a Slezska); Liberálně ekologická strana                        |
| Unie Hrdosti, Aktivity, Vlastenectví, Empatie a Lidskosti 2017                |      | 17            | bez celostátního lídra |      | 15              | 2     | |
| Volte Pravý blok                                                              |      | 5             | Petr Cibulka           |      | 35              | 1     | |

## Průběh a sčítání voleb

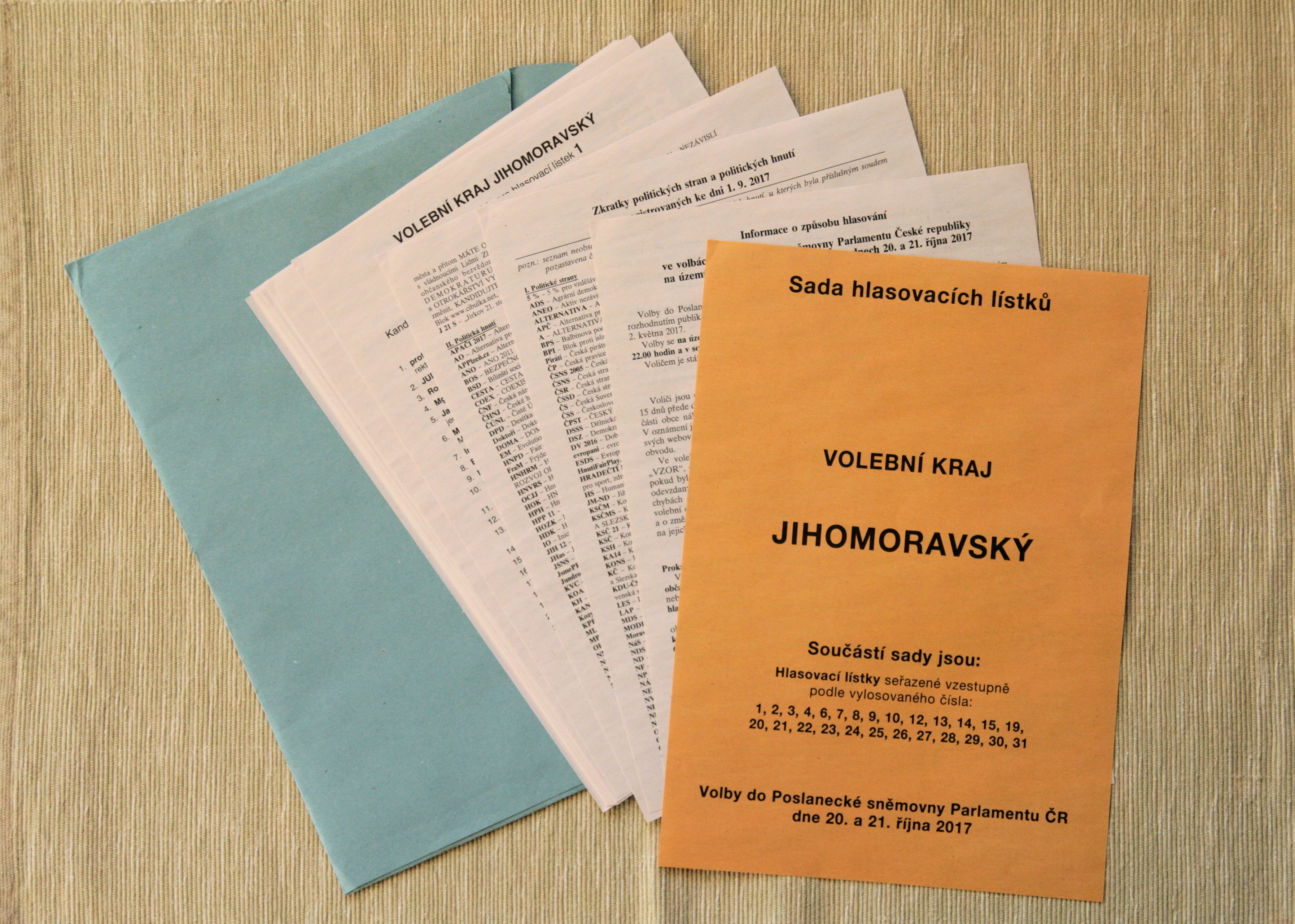
Sada hlasovacích lístků k volbám určená pro Jihomoravský kraj

Volební místnosti byly otevřeny 20. října od 14:00 do 22:00. Dne 21. října byly otevřeny od 8:00 do 14:00. O hodinu déle mohli volit lidé patřící do volebního okrsku 40 v Opavě. Důvodem byly předešlé technické potíže. V Americe začaly a skončily volby kvůli časovému posunu o den předem. Společně s volbami se v 9 městech či obcích uskutečnilo místní referendum. Proběhlo v Jilemnici, Chropyni, Zubří, Vědomicích, Velkém Meziříčí, Mimoni, Cerhenicích, Dobřejovicích a Velkých Přílepech.
První předběžné výsledky byly zveřejněny ve 14:22, konečné výsledky po sečtení všech hlasů ve 21:09 večer. Nejrychleji bylo sečteno v jednom z okrsků v Kostelci nad Vltavou na Písecku. Nejdéle se čekalo na to, jak rozhodli voliči na ambasádě v Mexiku. Prvním krajem, kde bylo sečteno 100 % hlasů, byl Zlínský, a to v 17:50 hodin. Volební účast byla 60,84 %. Z krajů hlasovalo nejvíce voličů v Praze (67,13 %) a v kraji Vysočina (64,03 %) a nejméně v Karlovarském (52,11 %) a Ústeckém kraji (52,38 %).
Před zahájením voleb policie vyšetřovala údajnou manipulaci s volebními lístky v Krupce, kde bylo podle sociálních pracovníků některým lidem nabízeno 300 Kč za hlas. Během sčítání hlasů 21. října odpoledne byl napaden web Českého statistického úřadu. Cílený útok DDoS způsobil dočasně omezenou přístupnost serverů úřadu. Podle úřadu výpadek neovlivnil nezávislé zpracování dat. Útok trval nejprve hodinu a pak se několikrát krátce opakoval. Kolem 16:30 hodin se podařilo útoky zastavit.

### Přepočítávané hlasy a potřebné hlasy na mandát
Při volbách do PSP ČR je používána tzv. D'Hondtova metoda s rozdělením po krajích, jejímž výsledkem je, že jsou zvýhodněny strany s největším počtem hlasů. Tím dochází k tomu, že např. při volbách 2017 stačilo vítězné straně, ANO, na jeden mandát pouze 19 232 hlasů, zatímco poslední dvě z těch, které překročily hranici 5 %, TOP09 a STAN, potřebovaly hlasů dvojnásobek, 38 402 a 43 693.

## Povolební situace

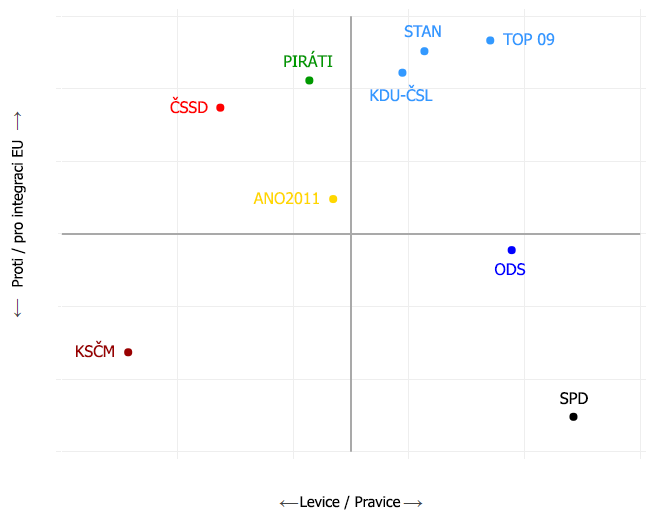
České politické strany podle pravolevé politické ideologie a postoji k integraci EU.

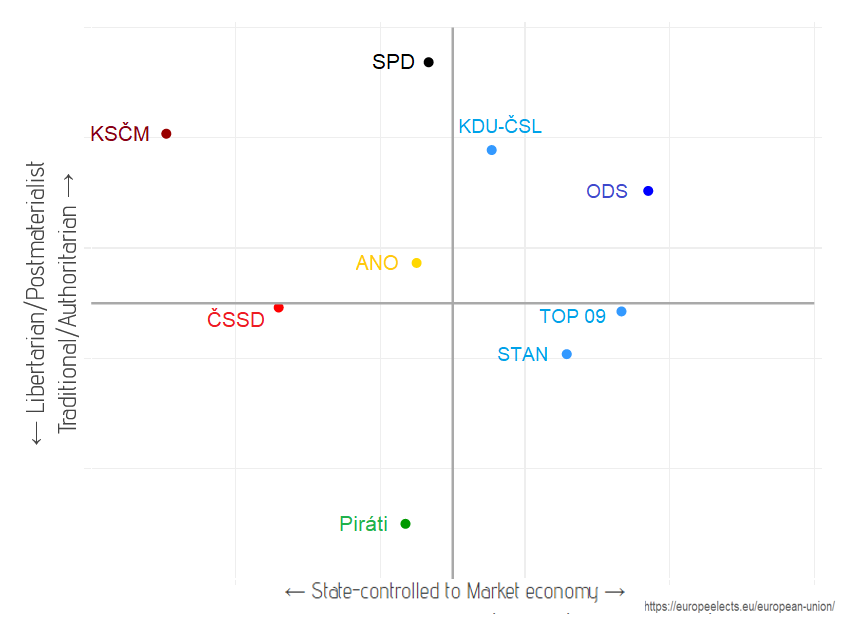
České strany podle tradiční nebo libertariánské politiky a postoji k řízení ekonomiky.

Politickým stranám a hnutím, které ve volbách dostaly více než 1,5 % hlasů rozdá stát 482 milionů korun. Na období 2017 až 2021 nejvíc peněz získá ANO – 150 milionů korun. ODS získá 57,3 milionů, Piráti 54,6 mil., SPD 53,8 mil., KSČM 39,3 mil., ČSSD 36,8 mil., KDU-ČSL 29,4 mil., TOP 09 26,9 mil. a STAN 26,2 milionů. Oproti minulým volbám si nejvíce přilepšilo ANO, naopak ČSSD dostane oproti minulému období peněz nejméně.
Podle společnosti Median bylo s výsledkem voleb den po nich spokojeno 44 procent lidí a nespokojeno 46 %. Většina dotázaných, 56 %, se domnívala, že se po volbách zlepší ekonomická situace v Česku. Podle 57 % dotázaných nebyla demokracie ohrožena, obavy mělo 37 % lidí.

### Sestavování vlády
Dne 24. října mluvčí prezidenta avizoval, že ustavující schůze Poslanecké sněmovny bude prezidentem svolána na 20. listopadu 2017.
V úterý 31. října pověřil prezident Zeman Babiše jako vítěze voleb jednáním o sestavení vlády, na rozdíl od svých předchůdců Zeman Babišovi nedal podmínku, že musí předem získat důvěru poslanecké sněmovny. Babiš naznačil, že by se mu líbilo vytvořit koalici s ODS, protože dohromady by měli 103 poslanců a podle jeho zkušenosti, čím míň partnerů ve vládě, tím lepší. Babiš také vyloučil společnou vládu s KSČM a SPD. ODS ovšem účast ve vládě odmítla a preferovala skončit v opozici. Protože návrhy na vládnutí v koalici s ANO odmítaly téměř všechny strany, začal Babiš pracovat s variantou menšinové vlády doplněnou o odborníky a chtěl přijít s programem, který by částečně splňoval program všech stran. O vstup do koaliční vlády s ANO měl zájem pouze Tomio Okamura.
Jednou z podmínek KSČM pro podporu menšinové vlády ANO je zdanění církevních restitucí, s čímž Babiš dlouhodobě souhlasí. KSČM vyslovilo i dalších 6 podmínek, mj.: předpis o obecném referendu, zvyšování minimální mzdy, ochrana přírodního bohatství Česka tím, že by vodní zdroje přešly do majetku státu, krajů a obcí.
24. listopadu se Jaroslava Pokorná Jermanová (ANO), Jiří Hlavatý (ANO) a Martin Půta (STAN) vzdali poslaneckého mandátu. První vláda Andreje Babiše byla jmenovaná prezidentem na Pražském hradě 13. prosince 2017.
Menšinová vláda sestavená Babišem ovšem nedostala v lednu 2018 důvěru, pro hlasovalo pouze 78 poslanců ANO. Začala proto nová jednání o sestavení vlády, sestavením vlády byl opět pověřen Babiš, tentokrát s podmínkou, že musí mít předem zajištěnou nadpoloviční většinu hlasů.

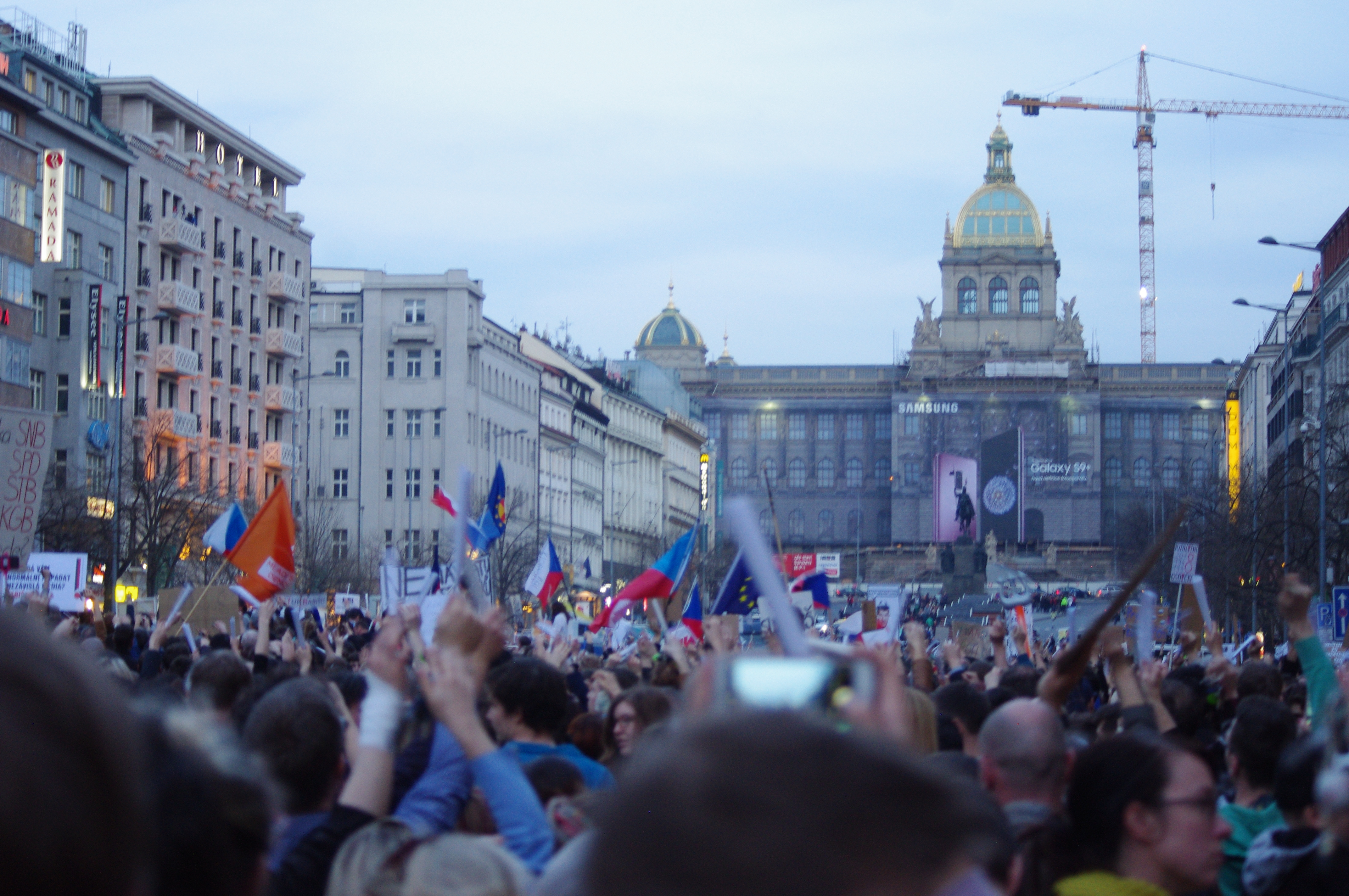
Demonstrace proti premiérovi v demisi Andrejovi Babišovi a prezidentovi Milošovi Zemanovi dne 8. dubna 2018 na Václavském náměstí

V lednu 2018 hnutí ANO nabídlo jednání o vládě s ODS, ovšem podle ODS prý ANO není ochotné přijímat kompromisy a odmítalo návrhy, které dříve označovalo jako priority. Několik dní před jednáním hlasovalo ANO proti návrhům ODS na zvýšení výdajů na obranu České republiky na 2 procenta HDP, na zrušení zákazu otevírací doby při některých svátcích, na zrušení daně z nabytí nemovitosti a elektronické evidence tržeb. Při jednání ANO s KDU-ČSL trvala KDU-ČSL na tom, že je nepřitajelné, aby ve vládě byl trestně stíhaný politik a navrhla variantu, kdy by ve vládě nebyl žádný předseda koaliční strany. Ovšem ani tak nebyla tato podmínka podmínka pro ANO přijatelná. Podmínku sestavení vlády bez trestně stíhaného politika vyslovila i ČSSD. Na volebním sjezdu ČSSD v Hradci Králové v únoru 2018 se však rozhodlo, že se strana do vyjednávání o vládě s hnutím ANO nakonec zapojí.
Menšinová vláda ANO a ČSSD získala 12. července 2018 důvěru Poslanecké sněmovny a to díky podpoře poslanců ze stran ANO, ČSSD a KSČM. Osm měsíců po volbách a pět měsíců po demisi dosavadní menšinové vlády ANO byla 27. června 2018 prezidentem na Pražském hradě jmenovaná druhá vláda Andreje Babiše stran ANO a ČSSD.